# فايزة المحرصي
فايزة المحرصي (18 فبراير 1980 جزيرة جربة - 8 ديسمبر 2022) فنانة شعبية تونسية، قدّمت الأغنية التراثية "بأسلوب متفرد ورؤية مغايرة". وتعدّ من أبرز الفنانات المحليات خلال التسعينيات ومطلع الألفين.

## أعمالها
بدأت فايزة نشاطها الفني وهي طفلة صغيرة، وقد قدمت العديد من الأعمال الغنائية الشعبية، منها:
- يا ليتني
- يا العين دليه
- ما ينساكم
- غلطة
- عويشة
- عزيز على أمه
- يحسابونا طحنا
- صليو على محمد
- خويا يا خويا

## وفاتها
توفيت فايزة المحرصي في 8 ديسمبر/كانون الأول 2022 في تونس، بعد صراع مع مرض عضال أدخلها المستشفى العسكري خلال الأشهر الأخيرة من حياتها. وقد شيع جثمان المحرصي إلى مقبرة الجلاز، انطلاقاً من منزلها في المنزه الخامس.
وكانت المحرصي قد دخلت في غيبوبة بسبب سوء تشخيص وأدوية وصفت لها بعد حادثة سقوط أصيبت خلالها في نزيف في رأسها.
وقد صّدم جمهور فايزة بوفاتها، ولا سيما أنها كانت قد أعلنت في تصريحات إعلامية سابقة، تحسّن حالتها الصحية.

ونعت وزارة الشؤون الثقافية التونسية المطربة فايزة المحرصي في بيان أكدت فيه أن الراحلة:
"من أهم وأجمل الأصوات التي قدّمت الأغنية التراثية بأسلوب متفرد ورؤية مغايرة". 
وذكرت في البيان:
"بكل حسرة وأسى، رحيل الفنانة فايزة المحرصي التي وافاها الأجل المحتوم … وبهذه المناسبة الأليمة تتقدّم وزارة الشؤون الثقافية بأحرّ عبارات التعزية الى عائلة الفقيدة، وإلى الأسرة الفنية والثقافية راجيةً من الله تعالى أن يتغمّدها برحمته الواسعة ويُلهم أهلها وذويها جميل الصبر والسلوان".
وقد نعاها فنانون تونسيون، بينهم الممثلة حنان الشقراني التي قالت: "حبيبة الجميع وصديقة كل الفنانين نعزي فيها أنفسنا وعائلتها والساحة الفنية التونسية".
وكتب الفنان صابر الرباعي وكتب عبر حسابه على "الانستغرام": "فنانة خلوقة ومحبوبة من كل الناس، ودعتنا اليوم وفي قلوب كل عائلتها ومحبيها وأصدقائها حسرة و لوعة الفراق، كنت الأخت والصديقة والفنانة القريبة من كل القلوب، طيبة جدا وخلوقة".
أما الفنانة لطيفة فقالت: "البقاء والدوام لله وحده سبحانه.. الله يرحمك وينعمك يا أطيب وأجدع وأصدق قلب يا فايزة يا غالية.. ربي يصبر أهلك ويصبر كل من أحبك وعرفك عن قرب وأنا منهم...".